# José Luis Gayà
José Luis Gayà Peña (Pedreguer, Alicante, 25 de mayo de 1995) es un futbolista internacional español que juega como defensa en el Valencia C. F. de la Primera División de España, equipo del que es capitán desde 2020.

## Trayectoria

### Inicios
Dio sus primeros pasos en el fútbol como delantero en su localidad, Pedreguer (Alicante), y con 11 años llamó la atención de los ojeadores del Valencia Club de Fútbol. Durante años hacía 100 km de ida y otros tantos de vuelta a diario con su padre, para ir a entrenar a Paterna, hasta que ya de más mayor, se instaló en la residencia de la ciudad deportiva. Era muy goleador y anotó 60 goles en su primera temporada en la cantera valencianista. Uno de sus referentes era David Villa, pero los técnicos, al ver sus características, le fueron situando en la posición de interior izquierdo y posteriormente en el lateral izquierdo.

### Valencia C. F.

#### Debut en el primer equipo
Joven promesa de la cantera, empezó a destacar en el Valencia C. F. Mestalla y llegó a debutar en partido oficial con el primer equipo con solo 17 años, el 30 de octubre de 2012, como titular en la ida del partido de Copa del Rey frente a la U. E. Llagostera, con victoria valencianista por 0-2 y con el argentino Mauricio Pellegrino como técnico. En febrero de 2013, se hizo oficial la renovación de su contrato con el club con una cláusula de 18 millones de euros hasta 2018.
Continuó en el filial, pero la llegada de Rufete como mánager general al club supuso un punto de inflexión en su carrera y se barajaba su incorporación al primer equipo. El 12 de diciembre de 2013 se convirtió en el debutante más joven de la historia del club en competición europea con 18 años, 6 meses y 17 días, al ser titular de la mano del técnico Miroslav Djukic en Mestalla ante el Kuban Krasnodar ruso (1-1) en la Liga Europa de la UEFA.
Una inoportuna lesión, retrasó su incorporación al primer equipo, pero una vez recuperado volvió a los entrenamientos y a finales de marzo de 2014 el club ya anunciaba su incorporación definitiva a la primera plantilla, donde disputaría el puesto con otro canterano como Juan Bernat, tras la salida en el mercado de invierno del mexicano Andrés Guardado. 

#### Debut en Liga

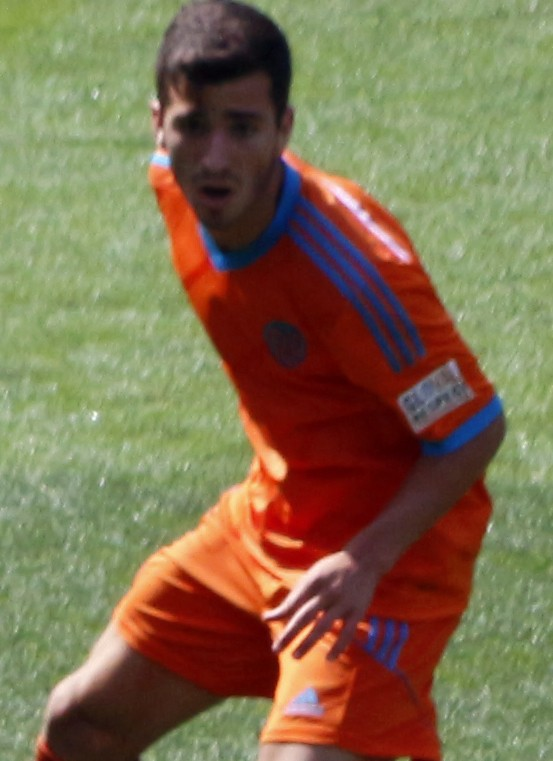
Jugando con el Valencia CF.

Su debut oficial en Liga tuvo que esperar al 27 de abril de 2014 en Mestalla, frente al Atlético de Madrid (0-1), donde fue titular y uno de los más destacados, aunque ya era habitual verle disputar minutos en la Liga Europa de la mano del técnico Juan Antonio Pizzi.
El verano de 2014 el club decidió apostar fuerte por él al desprenderse del lateral titular Juan Bernat, y de otros futbolistas que jugaban en la misma posición como Andrés Guardado y  Aly Cissokho. La llegada del argentino Lucas Orbán, no impidió su titularidad indiscutible, con solo 19 años de edad, en el renovado Valencia C. F. de Nuno Espírito Santo y Peter Lim. La titularidad y sus grandes actuaciones le llevaron a saltar de la selección sub-19 a la sub-21, e incluso ser tenido en cuenta para la absoluta.
Anotó su primer gol oficial en Mestalla el 25 de septiembre frente al Córdoba C. F. (3-0), marcando el segundo de los tres goles valencianistas. Ante la rápida progresión del jugador, el club inició los contactos para mejorar su contrato. Marcó su segundo gol oficial en el partido contra el R. C. D. Espanyol en Mestalla en la Copa del Rey, y semana tras semana, fue ganando mayor peso e importancia en el equipo. 

#### Renovación y confirmación
Ante el interés de grandes clubes en el jugador el Valencia y Gayà acordaron el 8 de mayo de 2015 una ampliación de su contrato hasta 2020 con una cláusula de rescisión que asciende a los 50 millones de euros, pasando a ser uno de los futbolistas referencia para el club y la afición.
La siguiente temporada, 2015-16, no fue muy buena para el jugador, ya que pasó por varias lesiones de poca gravedad pero que le hicieron participar con menor regularidad en el equipo, lo cual provocó una bajada en su rendimiento. Esto junto al rumbo que había tomado el club de inestabilidad, con las destituciones de Nuno Espírito Santo y Gary Neville y la contratación a final de temporada de Pako Ayestarán, propició que el equipo hiciera una de las peores temporadas de su historia reciente, teniendo que librarse del descenso.
La pretemporada 2016-17 empezaba con Pako Ayestarán en el banquillo, pero de nuevo una muy mala racha de resultados pusieron a Voro como técnico interino. El rendimiento del jugador se mantuvo en una línea creciente pero de forma muy lenta. Tras la contratación de Cesare Prandelli el jugador parece volver a encontrarse a gusto en el campo, con buenas actuaciones. En diciembre de 2016, el italiano decide dimitir y volvió Voro al banquillo, aunque esta vez como entrenador titular hasta final de temporada. A partir de aquí, el jugador causa buenas actuaciones ante el Real Madrid sobre todo y llega así al final de la temporada.

#### Años con Marcelino
Completa una gran Liga con el Valencia dirigido técnicamente por Marcelino, que le permite clasificar para la Liga de Campeones. Ganaron la Copa del rey en 2019. Juega 34 partidos en el lateral izquierdo y da 5 asistencias en toda la temporada.
A pesar del comienzo del Valencia en la Liga, se siguió manteniendo a un altísimo nivel, que le permitió debutar con la selección española y disputarle el puesto de titular a Jordi Alba. Con tan solo 23 años se convirtió en una de las figuras de su equipo.

## Selección nacional
Convocado por las categorías inferiores de la selección española y siendo fijo en la sub-19, debutó con 19 años en la selección sub-21, el 8 de septiembre de 2014, en Puertollano frente a Austria (1-1), convocado por el seleccionador Albert Celades que llamó a Gayà en sustitución de Alberto Moreno, lesionado. Ya entonces incluso el seleccionador absoluto, Vicente del Bosque, declaró públicamente tener muy en cuenta al jugador para la absoluta.
El 19 de mayo de 2017 fue convocado por Albert Celades para disputar el Campeonato de Europa Sub-21 de Polonia 2017 con la selección española sub-21.
El 11 de septiembre de 2018 debutó con la selección absoluta en un partido ante Croacia (6-0).
Una semana después de haber sido convocado para disputar la Copa Mundial de Fútbol de 2022, causó baja debido a una lesión leve de tobillo y fue sustituido por Alejandro Balde.

### Participaciones en Eurocopas
| Copa          | Sede   | Resultado   | Partidos | Goles |
| ------------- | ------ | ----------- | -------- | ----- |
| Eurocopa 2020 | Europa | Semifinales | 1        | 0     |

### Goles internacionales
| N.º | Fecha                   | Estadio                                  | Rival       | Gol | Resultado | Competición                         |
| --- | ----------------------- | ---------------------------------------- | ----------- | --- | --------- | ----------------------------------- |
| 1   | 7 de junio de 2019      | Tórsvøllur, Tórshavn, Islas Feroe        | Islas Feroe | 1-4 | 1-4       | Clasificación Eurocopa 2020         |
| 2   | 3 de septiembre de 2020 | Mercedes-Benz Arena, Stuttgart, Alemania | Alemania    | 1-1 | 1-1       | Liga de Naciones de la UEFA 2020-21 |
| 3   | 5 de septiembre de 2021 | Estadio Nuevo Vivero, Badajoz, España    | Georgia     | 1-0 | 4-0       | Clasificación para el Mundial 2022  |

## Estadísticas

### Clubes
Actualizado al último partido disputado el 16 de agosto de 2025.
| Club | Div.          | Temporada     | Liga  | Liga  | Copas nacionales(1) | Copas nacionales(1) | Copas internacionales(2) | Copas internacionales(2) | Total | Total |
| Club | Div.          | Temporada     | Part. | Goles | Part.               | Goles               | Part.                    | Goles                    | Part. | Goles |
| --- | ------------- | ------------- | ----- | ----- | ------------------- | ------------------- | ------------------------ | ------------------------ | ----- | ----- |
| Valencia C. F. Mestalla · España | 2.ª B         | 2011-12       | 1     | 0     | ―                   | ―                   | ―                        | ―                        | 1     | 0     |
| Valencia C. F. Mestalla · España | 2.ª B         | 2012-13       | 36    | 2     | ―                   | ―                   | ―                        | ―                        | 36    | 2     |
| Valencia C. F. Mestalla · España | 2.ª B         | 2013-14       | 28    | 1     | ―                   | ―                   | ―                        | ―                        | 28    | 1     |
| Valencia C. F. Mestalla · España | Total club    | Total club    | 65    | 3     | 0                   | 0                   | 0                        | 0                        | 65    | 3     |
| Valencia C. F. · España | 1.ª           | 2012-13       | 0     | 0     | 1                   | 0                   | 0                        | 0                        | 1     | 0     |
| Valencia C. F. · España | 1.ª           | 2013-14       | 1     | 0     | 0                   | 0                   | 3                        | 0                        | 4     | 0     |
| Valencia C. F. · España | 1.ª           | 2014-15       | 35    | 1     | 2                   | 1                   | ―                        | ―                        | 37    | 2     |
| Valencia C. F. · España | 1.ª           | 2015-16       | 20    | 0     | 5                   | 1                   | 11                       | 0                        | 36    | 1     |
| Valencia C. F. · España | 1.ª           | 2016-17       | 27    | 1     | 3                   | 0                   | ―                        | ―                        | 30    | 1     |
| Valencia C. F. · España | 1.ª           | 2017-18       | 34    | 0     | 4                   | 0                   | ―                        | ―                        | 38    | 0     |
| Valencia C. F. · España | 1.ª           | 2018-19       | 35    | 1     | 5                   | 0                   | 9                        | 0                        | 49    | 1     |
| Valencia C. F. · España | 1.ª           | 2019-20       | 24    | 0     | 2                   | 0                   | 6                        | 0                        | 32    | 0     |
| Valencia C. F. · España | 1.ª           | 2020-21       | 33    | 1     | 1                   | 0                   | ―                        | ―                        | 34    | 1     |
| Valencia C. F. · España | 1.ª           | 2021-22       | 24    | 2     | 7                   | 0                   | ―                        | ―                        | 31    | 2     |
| Valencia C. F. · España | 1.ª           | 2022-23       | 31    | 1     | 3                   | 0                   | ―                        | ―                        | 34    | 1     |
| Valencia C. F. · España | 1.ª           | 2023-24       | 24    | 1     | 3                   | 1                   | ―                        | ―                        | 27    | 2     |
| Valencia C. F. · España | 1.ª           | 2024-25       | 23    | 0     | 0                   | 0                   | ―                        | ―                        | 23    | 0     |
| Valencia C. F. · España | 1.ª           | 2025-26       | 1     | 0     | 0                   | 0                   | ―                        | ―                        | 1     | 0     |
| Valencia C. F. · España | Total club    | Total club    | 312   | 8     | 36                  | 3                   | 29                       | 0                        | 377   | 11    |
| Total carrera | Total carrera | Total carrera | 377   | 11    | 36                  | 3                   | 29                       | 0                        | 442   | 14    |
| (1)Incluye datos de Copa del Rey y Supercopa de España. (2) Incluye datos de Liga de Campeones de la UEFA y Liga Europa de la UEFA. |               |               |       |       |                     |                     |                          |                          |       |       |

## Palmarés

### Títulos nacionales
| Título       | Club           | País   | Año     |
| ------------ | -------------- | ------ | ------- |
| Copa del Rey | Valencia C. F. | España | 2018-19 |

### Distinciones individuales
| Distinción                                         | Año  |
| -------------------------------------------------- | ---- |
| Seleccionado en el Once de Plata del Fútbol Draft. | 2014 |
| Seleccionado en el Once de Oro del Fútbol Draft.   | 2015 |
| Mejor deportista valenciano del año.               | 2022 |